# Cratere Hatanaka
Hatanaka è un cratere lunare di 30,15 km situato nella parte nord-orientale della faccia nascosta della Luna.
Il cratere è dedicato all'astronomo giapponese Takeo Hatanaka.

## Crateri correlati
Alcuni crateri minori situati in prossimità di Hatanaka sono convenzionalmente identificati, sulle mappe lunari, attraverso una lettera associata al nome.
| Hatanaka | Coordinate             | Diametro (in km) |
| -------- | ---------------------- | ---------------- |
| Q        | 25°59′24″N 124°39′36″W | 20,13            |